# Augustus Charles Gregory
Pour les articles homonymes, voir Gregory.
Augustus Charles Gregory, né le 1er août 1819 à Farnsfield en Angleterre, et mort le 25 juin 1905 à Brisbane, est un explorateur de l'Australie. Il a effectué quatre grandes expéditions entre 1846 et 1858. En 1882, il a été nommé membre à vie du Conseil législatif du Queensland.

## Biographie

### Jeunesse
Augustus Charles Gregory est né en Angleterre, à Farnsfield, dans le Nottinghamshire. Il était le second des cinq garçons de Joshua Gregory (en) et Frances Churchman. Fratrie :
1. Joshua William Gregory, né en 1815, mort le 20 septembre 1850 à l'âge de 35 ans.
2. Augustus Charles Gregory, né le 1er août 1819, mort le 25 juin 1905 à 86 ans.
3. Francis (Frank) Thomas Gregory, né en 1821.
4. Henry Churchmann Gregory, né en 1823.
5. Charles Frederick Gregory, né en 1825.

A. C. Gregory a reçu une éducation privée par des tuteurs, puis par sa mère. En 1829, sa famille a émigré en Australie-Occidentale à bord du Lotus : ils sont arrivés à la colonie de la rivière Swan à peine quatre mois après sa création.
La famille Gregory reçut d'abord un lot de terres sur la rive gauche de la Swan, mais la terre était mauvaise et ils obtinrent ensuite deux lots supplémentaires, un à Maylands (en) et l'autre plus en amont du fleuve, dans l'actuel district d'Upper Swan (en). Pendant l'essentiel des années 1830, Augustus Gregory a travaillé pour aider sa famille, notamment chez un chimiste et plus tard avec son frère Joshua William comme arpenteur-géomètre. En décembre 1841, il a été engagé par le bureau d'étude du gouvernement de l'Australie-Occidentale.

### Explorations

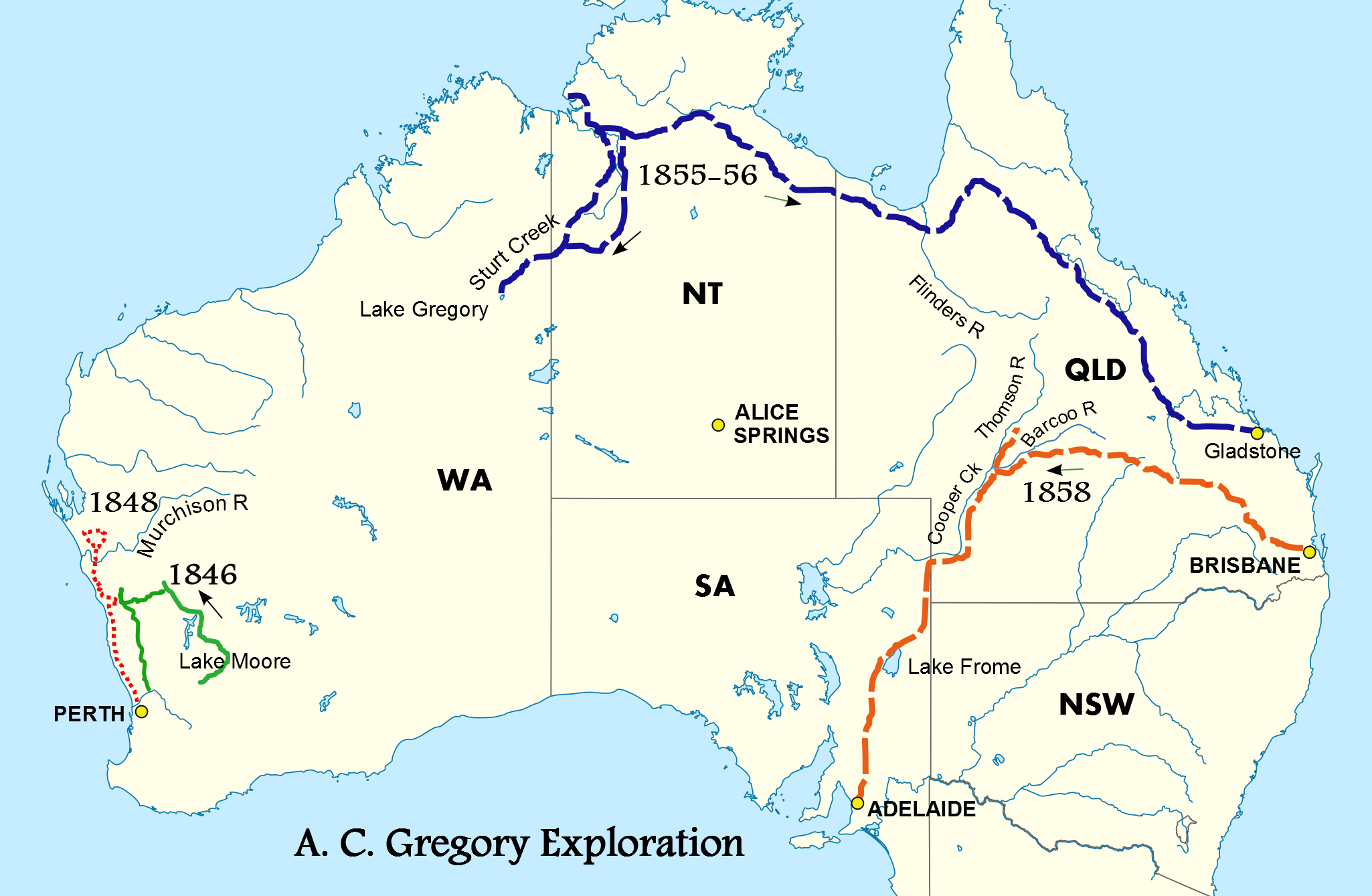
Trajet des expéditions de Gregory.

En 1846, il a fait sa première exploration avec ses frères F. T. Gregory et H. C. Gregory. Ils sont partis le 7 août 1846 avec quatre chevaux et sept semaines de provisions de la station de T. N. Yule, à 95 km au nord-est de Perth, et ont exploré une grande partie de la région au nord de la ville, revenant 47 jours plus tard après avoir parcouru 1 534 km.
Deux ans plus tard, Gregory a dirigé une expédition pour relever le cours du Gascoyne et, en particulier, pour trouver de nouveaux pâturages. Ils sont partis le 2 septembre 1848 et ont traversé la Murchison le 25 septembre, mais la région était aride et il était difficile d'abreuver les chevaux. Gregory a décidé de repartir vers le sud au début du mois d'octobre, donnant du repos aux chevaux près du fleuve le 6 octobre. L'expédition est revenue à Perth le 12 novembre après avoir trouvé de bons pâturages. Malgré le manque d'eau, elle avait parcouru environ 2 400 km en 10 semaines.

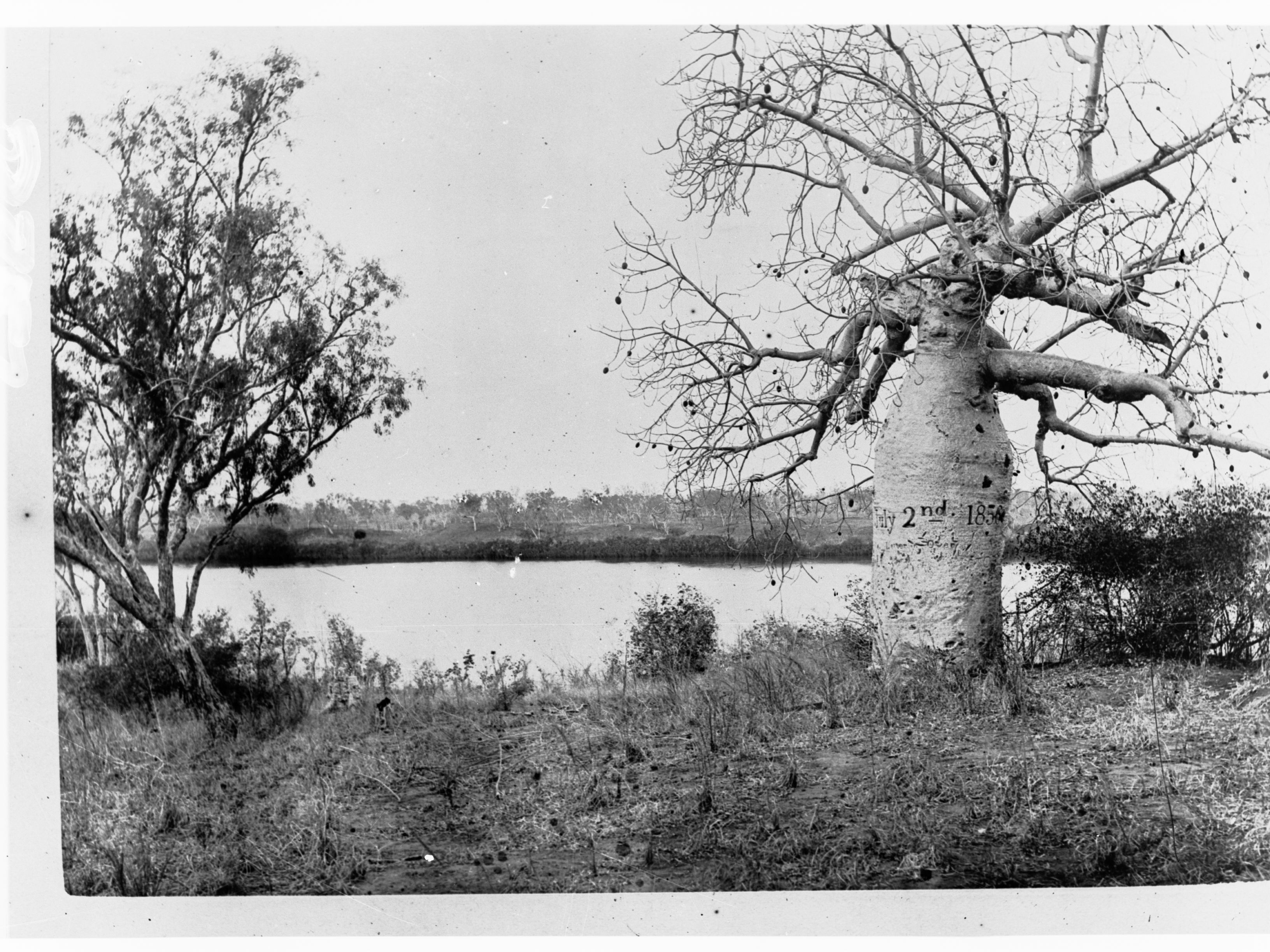
L'« arbre de Gregory», un baobab marqué le 2 juillet 1856 par Thomas Baines, artiste de l'expédition (photo de 1891).

En 1854, alors qu'il était arpenteur-géomètre d'Australie-Occidentale, Gregory a été chargé de diriger une expédition dans l'intérieur à partir d'un point de rendez-vous dans la baie Moreton, près de Brisbane. Son frère H. C. Gregory lui servait de second et Ferdinand von Mueller était le botaniste de l'expédition. Ils étaient 19 au total, avec 50 chevaux et 200 moutons. L'expédition a quitté la baie Moreton par mer le 12 août 1855 et le 1er septembre Port Essington était en vue. Le lendemain, leur navire s'est échoué sur un récif et il a été impossible de le remettre à flot avant le 10 septembre. Ils sont parvenus à Pearce Point (dans le golfe Joseph Bonaparte) et à la fin du mois ont atteint l'estuaire de la Victoria. L'expédition s'est divisée, une partie remontant le fleuve en  goélette, tandis que Gregory conduisait l'autre dans les montagnes[citation nécessaire]. C'est lors de ce voyage que Gregory est entré en contact avec les Gurindji (en), qui n'avaient encore jamais rencontré d'Européens.
Le 20 octobre, les deux groupes se sont retrouvés, établissant un camp 20 km à l'ouest de l'actuelle Timber Creek. Gregory a mené plusieurs expéditions en amont de la Victoria et suivi Sturt's Creek sur 483 km, jusqu'à sa disparition dans le désert de Tanami. Le groupe principal est revenu au camp pendant la saison sèche de 1856. Le 2 juillet 1856, Gregory a laissé une inscription sur un gros baobab (appelé « l'arbre de Gregory »), indiquant où il avait déposé une lettre au cas où l'expédition disparaîtrait. Ils sont ensuite partis vers l'Est, où ils ont exploré les rivières Elsey, Roper et McArthur (en), puis sont revenus à Brisbane par le Flinders, le Burdekin, le Fitzroy et le Burnett. Ils sont arrivés à Brisbane le 16 décembre 1856, après avoir reconnu une zone considérable. En seize mois, ils avaient parcouru plus de 3 200 km par la mer et plus de 8 000 km par voie de terre.
En 1857, Gregory a été engagé par le gouvernement de Nouvelle-Galles du Sud pour retrouver l'explorateur Ludwig Leichhardt, disparu depuis 1848. Il a formé un groupe de neuf personnes, avec son frère C. F. Gregory comme second. Le 24 mars 1858, l'expédition a quitté Juandah (en), près de la ville actuelle de Taroom. Le 21 avril, ils ont découvert un arbre marqué d'un « L » par 24' 35'' de latitude et 146' 6'' de longitude. Ils ont ensuite suivi la Barcoo jusqu'à sa jonction avec la Thomson River (en). Le 15 mai, la région était si aride que l'expédition a bifurqué vers le sud pour sauver ses chevaux. Elle a suivi la Cooper Creek jusque près de la frontière de l'Australie-Méridionale, atteignant Strzelecki Creek (en) le 14 juin. Elle a ensuite continué grossièrement vers le sud, Gregory décidant le 26 juin de se diriger vers Adélaïde, qu'elle a atteint à la fin du mois de juillet 1858.

### Vie tardive

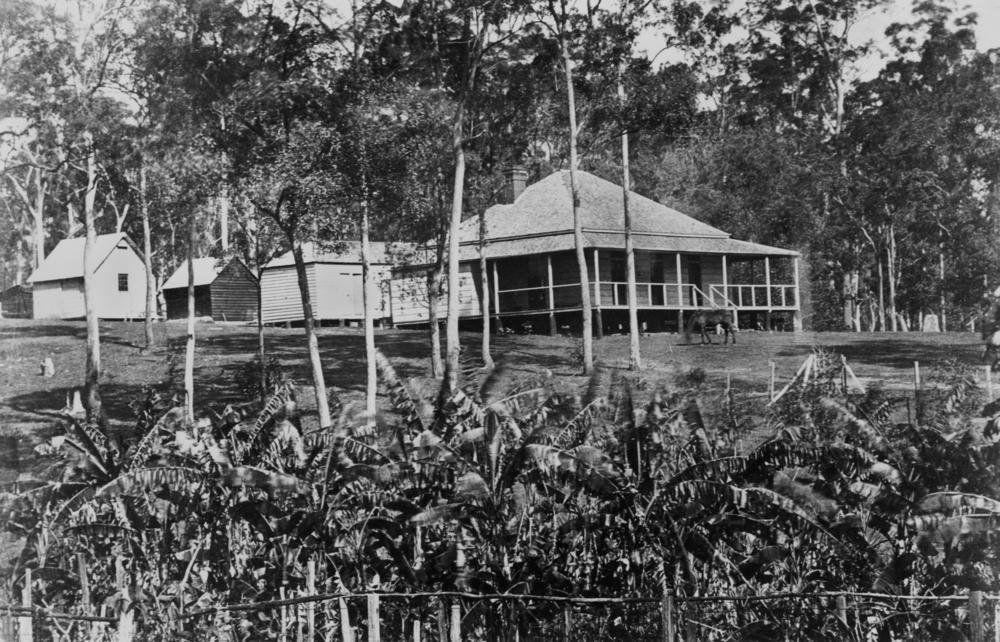
Rainworth, résidence de Gregory à Rosalie, vers 1885.

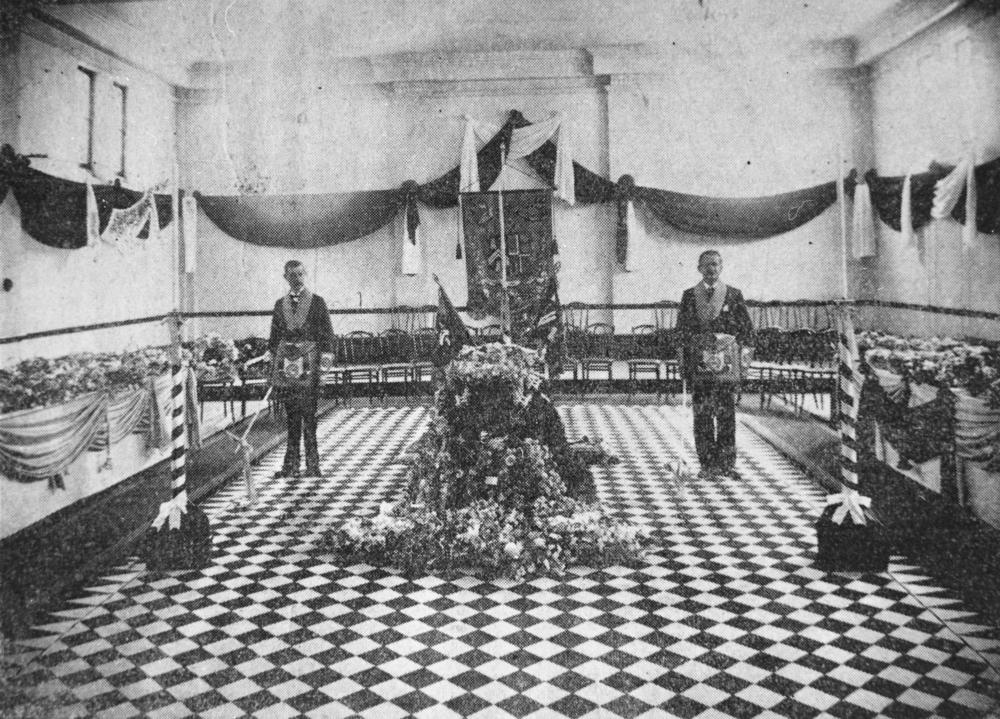
Veillée mortuaire de Gregory dans le temple maçonnique de Brisbane en 1905.

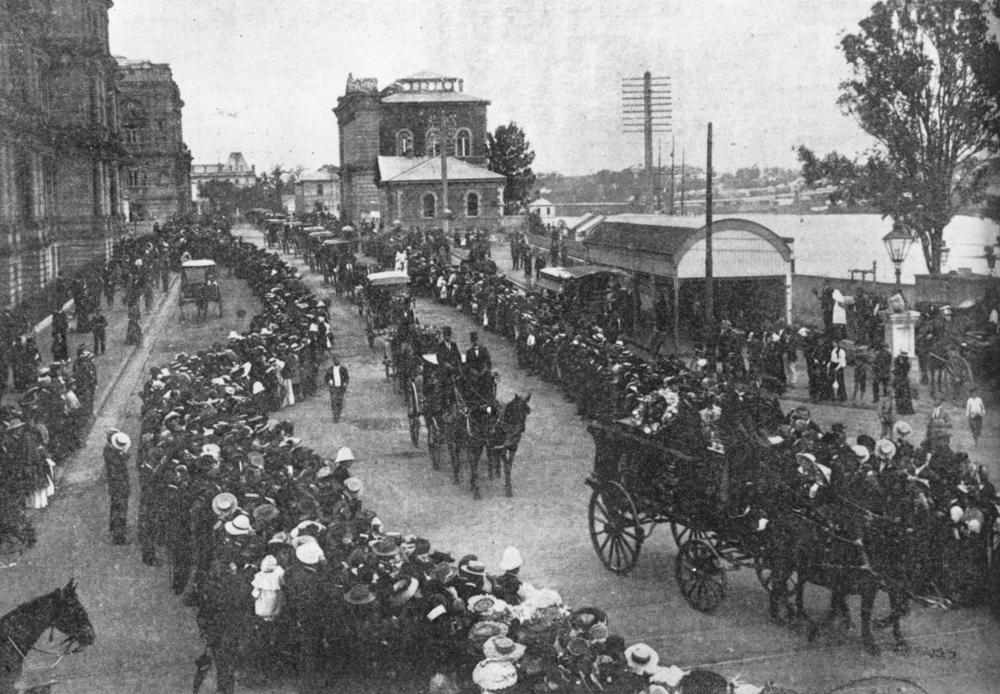
Procession funéraire de Gregory à Brisbane.

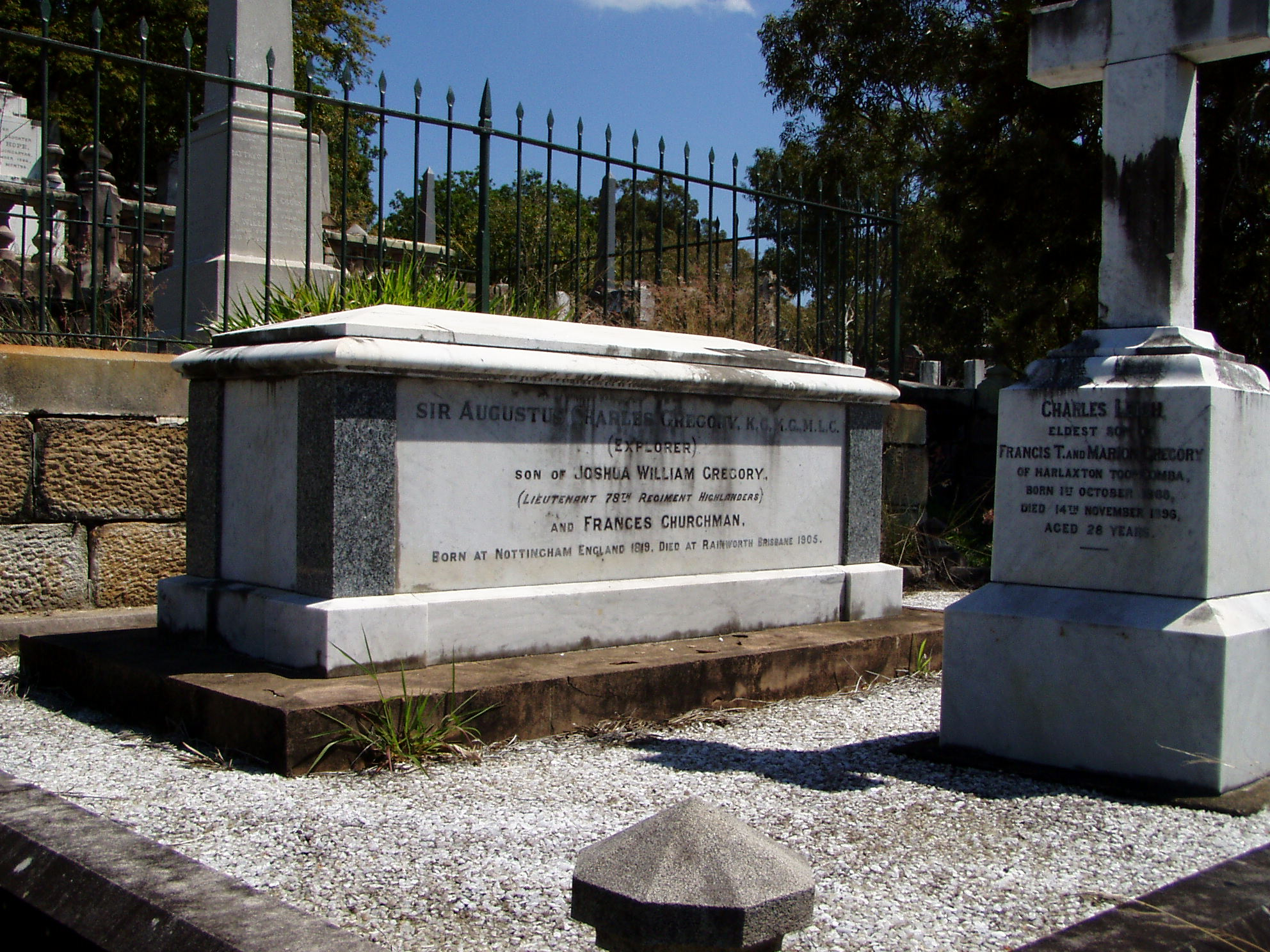
Tombe de Gregory au à Brisbane.

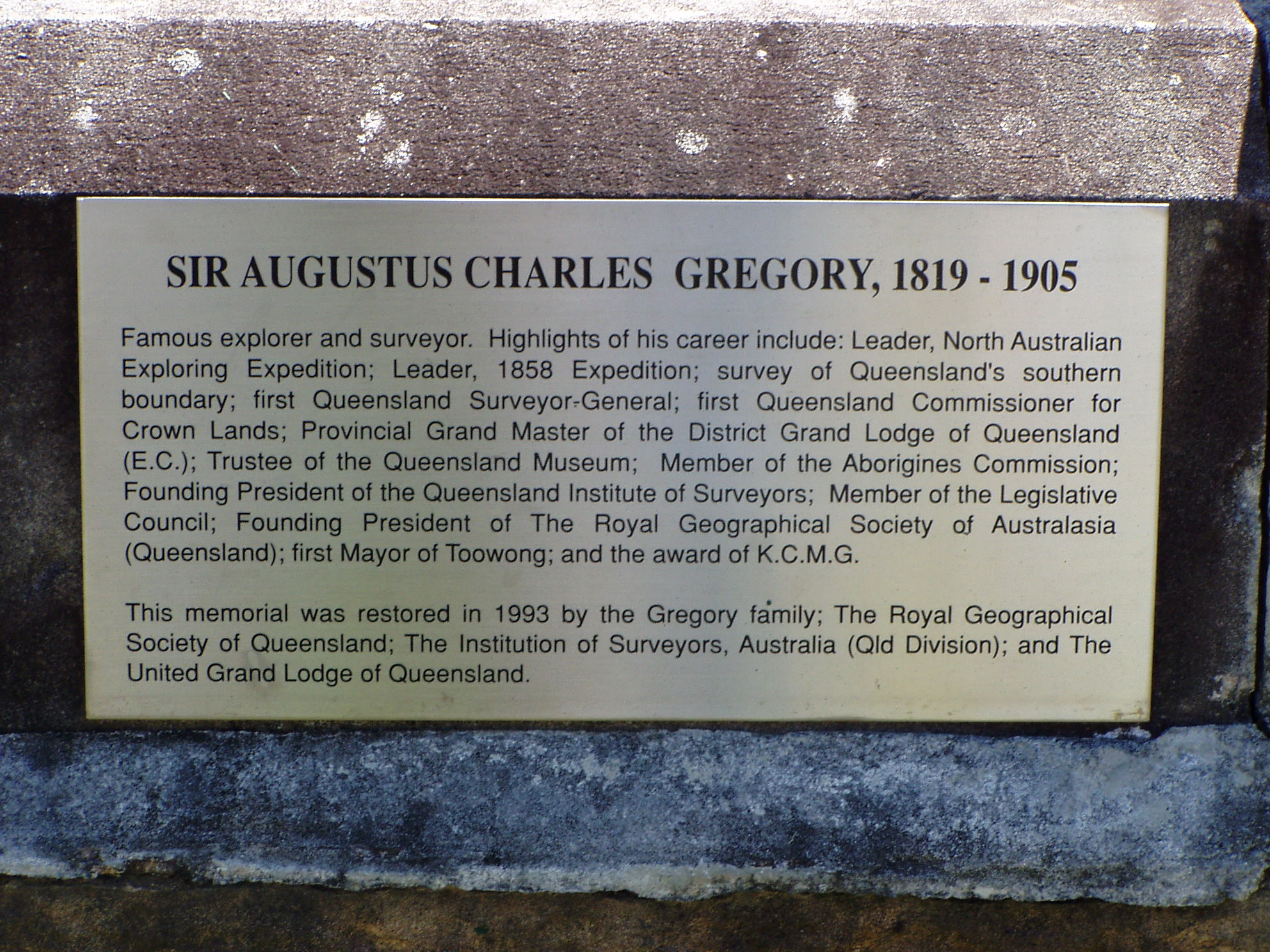
Plaque sur la tombe de Gregory.

En 1855, Gregory est devenu franc-maçon à Sydney, en Nouvelle-Galles du Sud.
En 1858, il a reçu pour ses explorations la médaille d'or de la Royal Geographical Society.
Il n'a pas fait d'autres expéditions mais a été nommé en 1859 arpenteur général du Queensland (en),. Il est plus tard entré en conflit avec le sous-secrétaire pour les terres publiques et commissaire en chef pour les terres de la couronne, William Alcock Tully (en), qui l'a remplacé en 1875 comme arpenteur général,. Gregory est alors devenu arpenteur-géologue.
En 1862, il a construit une ferme, Rainworth House (en) à Rosalie, une banlieue de Brisbane qui fait aujourd'hui partie de Paddington (en). Il a vécu jusqu'à sa mort dans ce bâtiment, aujourd'hui inscrit au registre patrimonial du Queensland. Il a loué sur ce domaine une maison à son collègue arpenteur Walter C. Hume (en), qui l'a renommée « Fairseat ».
Le 23 décembre 1862, Gregory a été nommé grand maître provincial de la loge maçonnique anglaise du Queensland. En 1865, il a demandé avec Maurice Charles O'Connell (en) et John Douglas l'attribution d'un terrain pour construire un temple maçonnique à Brisbane. Ceci leur a été accordé le 15 janvier 1865. Le 28 février 1865, Gregory a été reçu maçon de l'Arche royale dans le chapitre de l'Arche royale d'Australie du nord.
Le 10 novembre 1882, Gregory a été nommé membre du Conseil législatif du Queensland (un poste à vie).
Il a publié avec son frère F. T. Gregory leurs Journals of Australian Exploration en 1884.
Il était intéressé par la recherche scientifique et faisait partie du conseil d'administration du Queensland Museum (en).
Le 6 novembre 1903, il a été nommé chevalier-commandeur de l'Ordre de Saint-Michel et Saint-Georges en reconnaissance de son service comme arpenteur général et au Conseil législatif du Queensland,.
Gregory est mort le 25 juin 1905 dans sa résidence de Rainworth (en) à Rosalie. Son corps a été exposé dans le temple maçonnique d'Alice Street (en), où de nombreuses personnes sont venues lui rendre leurs hommages ; on a estimé que 1 400 personnes étaient venues le matin des funérailles. Celles-ci ont eu lieu dans le temple l'après-midi du 29 juin 1905, suivies d'une procession de plusieurs centaines de personnes le long d'Alice Street, William Street (en), North Quay (en) et la route de la rivière (aujourd'hui Coronation Drive (en)) jusqu'au cimetière de Toowong (en) où des centaines de personnes étaient déjà rassemblées. Gregory a été inhumé selon les rites anglicans, haut dans la pente au nord, en-dessous de la tombe du gouverneur Samuel Blackall,.
Après sa mort, Rainworth House (en) a eu plusieurs locataires, dont l'homme politique Robert Philp. Le terrain a été divisé et, pour plus de facilité, la maison a été déplacée sur un autre site, aujourd'hui 7 Barton Street à Bardon (en), une autre banlieue de Brisbane. Elle a été inscrite au registre patrimonial du Queensland le 21 octobre 1992.

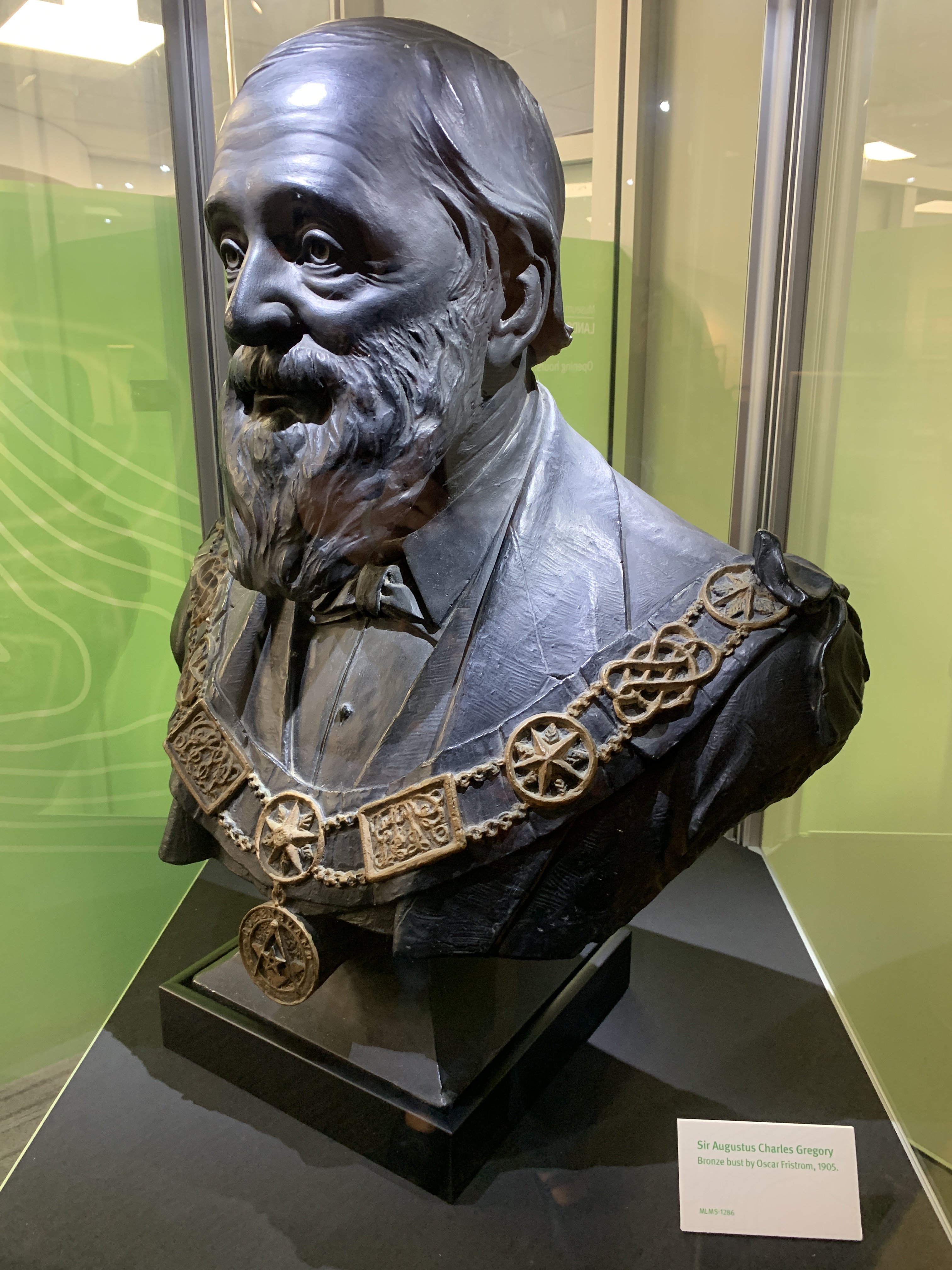
Buste de Gregory par Oscar Fristrom.

Fin 1905, l'artiste de Brisbane Oscar Fristrom (en) a sculpté un buste de Gregory,. En février 1906, il l'a proposé à la Royal Geographical Society of Queensland (en) ; celle-ci a refusé de l'acheter, mais l'a exposé en juin 1906. Pendant de nombreuses années ce buste a été exposé dans la loge maçonnique de Cairns (Gregory y porte ses insignes maçonniques). En 2018, les francs-maçons l'ont donné au Museum of Lands, Mapping and Surveying (en) de Brisbane. Il est exposé dans l'entrée de ce musée (mars 2020).

## Récompenses et hommages
- 1896 : Médaille Clarke

A. C. Gregory a laissé son nom ou son prénom à de nombreux endroits en Australie :
- au village de Gregory, en Australie-Occidentale ;
- au village de Gregory (en), au Queensland ;
- au Mont Augustus[22] (et indirectement au parc national du Mont Augustus) en Australie-Occidentale ;
- au parc national Gregory, dans le Territoire du Nord.

Plusieurs espèces végétales australiennes lui sont dédiées, notamment :
- un baobab, Adansonia gregorii ;
- un kurrajong, Brachychiton gregorii ;
- et (par l'intermédiaire du parc) un eucalyptus, Eucalyptus gregoryensis.